# Would You Like?
Would You Like? (с англ. — «Хотели Бы Вы?») 
дебютный мини-альбом южнокорейско — китайской гёрл-группы Cosmic Girls. Альбом был выпущен в цифровом и физическом виде 25 февраля 2016 года Starship Entertainment и распространени  LOEN Entertainment. Альбом содержит шесть треков, включая ведущий сингл «MoMoMo» и второй сингл «Catch Me», который был написан Ким Иной и представляет собой смесь нескольких разных жанров.
Мини-альбом имел коммерческий успех, достигнув седьмого места в чарте Gaon Album. По состоянию на май 2016 года было продано более 12,701 физических копий.

## Предпосылки и релиз
В середине января 2016 года Starship Entertainment запустил официальный сайт группы и объявила через социальные сети, что группа дебютирует с мини-альбомом Would You Like? с двумя зглавными треками - "MoMoMo" и "Catch Me".
Тизеры с участницами для их видеоклипа были выпущены с 17 по 23 февраля 2016 года. 25 февраля музыкальное видео песни было выпущено онлайн и через приложение Naver V.

## Промоушен
25 февраля Cosmic Girls провели дебютный шоукейс, где исполнили заглавный сингл "MoMoMo" и второй сингл "Catch Me".
Группа начала продвигать свой заглавный трек "MoMoMo" и "Catch Me" на музыкальных шоу 25 февраля. Они впервые исполнили песни на M! Countdown а затем выступили на Music Bank, Show! Music Core и Inkigayo.

## Коммерческий успех
Альбом достиг пика на 7 строчке в чарте Gaon Album в выпуске чарта от 21-27 февраля 2016 года. На своей второй неделе альбом упал до 45, опустив график на следующей неделе.
Мини-альбом достиг 23 строчки в чарте Gaon Album за февраль 2016 года, достигнув пика на 18строчке месяцем позже в марте. Альбом проовёл четыре месяца подряд, продажи составили более 12,701 физических копий по состоянию на май 2016 года.

## Трек-лист
| №                   | Название                   | Текст песни                             | Музыка                                                  | Длительность |
| ------------------- | -------------------------- | --------------------------------------- | ------------------------------------------------------- | ------------ |
| 1.                  | «Space Cowgirl» (Intro)    |                                         | Seo Youngbae                                            | 1:12         |
| 2.                  | «Mo Mo Mo» (모모모)        | Kim Ina, Exy                            | Kim Dohoon, Seo Yongbae                                 | 3:42         |
| 3.                  | «Catch Me»                 | Seo Ji-eum                              | Shockbit, Deekei, Bekuh Boom                            | 3:14         |
| 4.                  | «Tick-Tock»                | Seo Ji-eum                              | 2Face                                                   | 3:28         |
| 5.                  | «Take My Breath»           | Nam Gi-sang, Kwon Seon-ik, Park Gi-hyun | Nam Gi-sang, Kwon Seon-ik, Kim Jae-woong, Park Sung-jin | 3:44         |
| 6.                  | «MoMoMo» (Chinese Version) | Kim Ina, Exy                            | Kim Dohoon, Seo Yongbae                                 | 3:15         |
| Общая длительность: | Общая длительность:        | Общая длительность:                     | Общая длительность:                                     | 18:35        |

## Чарты

### Еженедельный чарт
| Чарты (2016)            | Пиковые позиции |
| ----------------------- | --------------- |
| Республика Корея (Gaon) | 7               |

### Ежемесячный чарт
| Чарты (2016)            | Пиковые позиции |
| ----------------------- | --------------- |
| Республика Корея (Gaon) | 18              |